# Episodi di Alexandra (serie televisiva) (quarta stagione)
La quarta stagione di Alexandra, composta da 2 episodi è stata trasmessa in Italia su Giallo.
| n° | Titolo originale | Titolo italiano | Prima TV Francia | Prima TV Italia  |
| 1  | Cœur de pierre   | Cuore di pietra | 3 ottobre 2023   | 14 febbraio 2023 |
| 2  | Puzzle au zoo    | Puzzle allo zoo | 24 ottobre 2023  | 21 febbraio 2023 |

## Cuore di pietra
- Titolo originale: Cœur de pierre
- Diretto da:
- Scritto da:

## Puzzle allo zoo
- Titolo originale: Puzzle au zoo
- Diretto da:
- Scritto da: